# Sergey Filimonov
Sergey Yuryevich Filimonov, né le 2 février 1975, est un haltérophile kazakh.

## Biographie
Sergey Filimonov représente la Russie aux Jeux olympiques d'été de 1996 à Atlanta.
Il est boursier de la Solidarité Olympique depuis novembre 2002.
Il participe aux Jeux olympiques d'été de 2004 dans la catégorie des moins de 77 kg et remporte la médaille d'argent avec 372,5 kg au total.